# Application du GPS en météorologie
L’application du GPS à la météorologie est une technique de météorologie développée dans les années 2000 et utilisant les propriétés de réfraction de la vapeur d'eau, de variation de la pression et de la température sur le signal venant des satellites du système de radionavigation par satellites (GPS). Il existe deux applications principales : mesure de l'humidité totale à partir d'une station de réception au sol et radiosondage par occultation radio.
La précision du système GPS, et sa pérennité, en font également un outil de recherche scientifique en météorologie pour la détermination du cycle de l'eau atmosphérique. Elles permettent de quantifier sur de très grandes étendues la vapeur d'eau disponible, ce qui sert d'intrant pour initialiser les modèles de prévision numérique du temps et donc de faire de meilleures prévisions météorologiques, en particulier pour celles de la quantité de pluie.

## Principe

Trajet du signal versus angle d'élévation pour une station terrestre

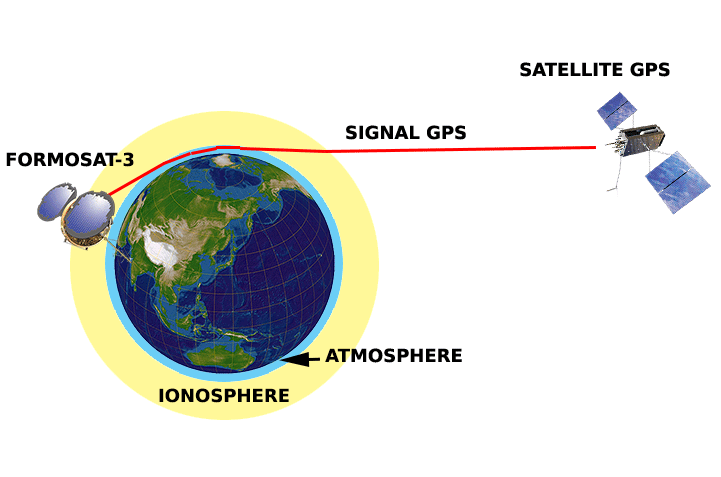
FORMOSAT-3/COSMIC utilise la technique de l'occultation radio en analysant les distorsions subies par le signal radio émis par les satellites GPS lorsque celui traverse l'atmosphère terrestre.

Le principe des systèmes de radionavigation par satellites (GPS) repose sur la diffusion d'informations par des satellites qui permettent à un utilisateur équipé d'un récepteur d'accéder à un positionnement tridimensionnel précis en tout point du globe. Lors de la traversée des couches basses de l'atmosphère, la troposphère, la présence d'humidité et les modifications de pression de la troposphère modifient l'indice de réfraction n et donc la vitesse et la direction de propagation du signal radio,.
On définit le co-indice de réfraction N comme suit à partir de n :
{\displaystyle n=1+10^{-6}N}
La formule expérimentale exprimant N est la suivante , :
{\displaystyle N=77{,}6{\frac {p}{T}}+3{,}73\times 10^{5}{\frac {e}{T^{2}}}+C{\frac {n_{e}}{f^{2}}}}
Où
- les coefficients ont des unités pour rendre n un nombre sans dimension ;
- p est la pression atmosphérique (hPa);
- T est la température (K) ;
- e est la pression partielle de vapeur d'eau (hPa) ;
- ne est la densité en électrons ;
- C est une constante égale à 4,03 × 10−7 m−3 Hz2) ;
- f est la fréquence du signal.

Le délai mesuré lors du passage dans l'atmosphère dépend de la somme sur toute l'épaisseur de l'atmosphère de N en tenant compte de la variation des paramètres avec l'altitude : {\displaystyle \int _{0}^{\infty }N(p,T,e,n_{e})}. En mesurant le retard dans l'atmosphère contenant de la vapeur d'eau avec celui d'une atmosphère sèche standard théorique, où le terme avec la pression partielle de vapeur d'eau (e) est nul, on peut extraire le {\displaystyle \textstyle \delta N}. Par la suite, la quantité totale d'eau dans la colonne traversée peut être trouvée en utilisant la formule de n et quelques hypothèses.

## Stations terrestres
La quantité de vapeur d’eau traversée dépend de l’angle d’élévation du satellite par rapport au zénith (z). Plus cet angle est grand et plus long est le trajet à travers l’atmosphère. Le délai du signal est donc proportionnel à 1/cos z. Des stations météorologiques spécialement conçues vont capter le signal d'un ou plusieurs satellites GPS et les comparer au temps de réception dans une atmosphère standard sèche et bien mélangée, en tenant compte du trajet parcouru. Chaque station GPS doit aussi être équipée d'un dispositif de mesure de la pression, de l'humidité et de la température en surface pour servir comme point de départ de l'intégration de la formule de n.
De ces variations temporelles, il est possible d'extraire l'humidité absolue contenue entre le satellite et la station, aussi connu comme l'« eau précipitable totale ». Les étapes à suivre pour ce calcul sont, :
1. Détermination du délai ramené au zénith pour chaque observation et chaque station d'un réseau de stations dans une région ;
2. Soustraire le délai dû à la traversée dans l'ionosphère grâce à la différence du délai provenant de deux longueurs d'onde émises par les satellites (ce délai étant relié à la fréquence) ;
3. Calculer le délai dans une atmosphère normalisée et le soustraire du délai noté par les stations ;
4. Estimer le contenu total en eau de l'atmosphère grâce à un modèle statistique ou de prévision numérique du temps de la distribution de la pression et de la température dans l'atmosphère.

Un réseau de telles stations produit alors une information locale et de petite échelle en humidité atmosphérique.

## Occultation radio
De manière identique, le signal provenant d’un satellite GPS à orbite haute (environ 20 000 km) peut être capté par un autre de basse orbite après avoir traversé l’atmosphère et retourné dans l’espace après avoir subi une certaine courbure. Le signal reçu peut être capté sur une certaine distance lors du passage du satellite et accuse un délai qui varie selon l’épaisseur atmosphérique traversée. Cette occultation radio permet de mesurer la variation de la pression et la température avec la hauteur dans la masse d’air traversée, soit la haute troposphère et la basse stratosphère. Ce type de sondage est moins utile près des tropiques alors que le faisceau passe en partie à plus bas niveau et est atténué par l’humidité. Il donne une information de grande échelle en température et humidité, distribuée assez uniformément sur tout le globe.